# Amanuel Gebreigzabhier
Amanuel Gebreigzabhier Egerzeigzaarhka (Addis Abeba, 17 agosto 1994) è un ciclista su strada eritreo che corre per la Lidl-Trek.Professionista dal 2018, ha caratteristiche da scalatore.

## Palmarès
- 2014 (dilettanti)

3ª tappa Tour International de Blida (Zéralda > Chréa)
Classifica generale Tour International de Blida
4ª tappa Tour de Constantine (Costantina > Oum el-Bouaghi)
Campionati eritrei, Prova in linea Elite
- 2015 (dilettanti)

Classifica generale Tour de Constantine
- 2018 (Dimension Data, una vittoria)

Campionati africani, Prova in linea Elite
- 2019 (Dimension Data, una vittoria)

Campionati eritrei, Prova a cronometro Elite
- 2023 (Lidl - Trek, una vittoria)

Campionati eritrei, Prova a cronometro Elite
- 2024 (Lidl - Trek, una vittoria)

Campionati eritrei, Prova a cronometro Elite

### Altri successi
- 2014 (dilettanti)

Classifica giovani Tour d'Algérie
Classifica giovani Tour International de Blida
- 2015 (dilettanti)

Classifica giovani Tour de Constantine
Classifica scalatori Tour du Rwanda
- 2017 (dilettanti)

Campionati africani, Cronosquadre
Classifica scalatori Tour de Hongrie
- 2018 (Dimension Data)

Campionati africani, Cronosquadre

## Piazzamenti

### Grandi Giri
- Giro d'Italia

2019: 45º
2020: 54º
2021: 63º
2023: non partito (16ª tappa)
2024 : 63º
- Vuelta a España

2018: 37º
2019: ritirato (18ª tappa)
2024: 82º

### Classiche monumento
- Giro di Lombardia

2019: 25º
2021: 26º
2022: ritirato
2023: 78º

### Competizioni mondiali
- Campionati del mondo su strada

Ponferrada 2014 - In linea Under-23: ritirato
Richmond 2015 - Cronometro Under-23: non partito
Richmond 2015 - In linea Under-23: 58º
Doha 2016 - Cronometro Under-23: 33º
Doha 2016 - In linea Under-23: ritirato
Bergen 2017 - In linea Elite: ritirato
Innsbruck 2018 - In linea Elite: ritirato
Imola 2020 - In linea Elite: 69º
Wollongong 2022 - In linea Elite: ritirato
Zurigo 2024 - In linea Elite: ritirato
- Giochi olimpici

Tokyo 2020 - In linea: 50º
Tokyo 2020 - Cronometro: 33º